# Thierry Wolton

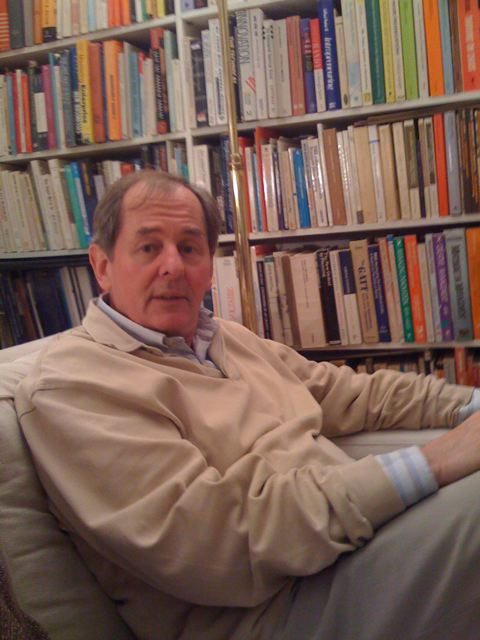
Thierry Wolton

Thierry Wolton, nacido el 14 de febrero de 1951, es un periodista y ensayista francés. Ha escrito una veintena de libros sobre relaciones internacionales, política francesa y de historia del comunismo.

## Biografía
Después de sus estudios de periodismo, trabaja para diversos medios (Libération, Radio France Internationale, Le Point). En su juventud, Thierry Wolton tuvo la posibilidad de viajar tras el telón de acero y de conocer a disidentes como Václav Havel, Adam Michnik y Andréi Sájarov. 
Entre 2007 y 2015, fue profesor de historia del comunismo y de la guerra fría en la École supérieure de commerce de Paris-Europe. Su obra monumental en varios tomos Histoire mondiale du communisme, cuya publicación empezó en 2015, ofrece un relato completo de las consecuencias de la aplicación del comunismo en el siglo XX y de lo que queda de dicha ideología en el siglo XXI.
En su libro, Le KGB au pouvoir, le système Poutine publicado en 2008, Wolton muestra como el KGB y el Estado ruso estarían implicados en los atentados que sacudieron a Rusia estos últimos años. Wolton establece que los atentados atribuidos terroristas chechenos estarían en realidad comanditados por Moscú para crear un clima de miedo favorable a los intereses rusos.

### Historia mundial del comunismo
En su monumental ensayo en tres tomos sobre la historia del comunismo, Thierry Wolton cuenta un siglo de ideología comunista desde tres ángulos complementarios : el de los partidos-Estado que ejercieron el poder (tomo 1 : los Verdugos), el de las poblaciones de los 26 países comunistas del siglo XX (tomo 2 : las Víctimas), y finalmente el del extranjero, en el seno de los partidos comunistas del mundo entero, del lado de los intelectuales occidentales, entre los dirigentes de las democracias y hombres de negocios occidentales (tomo 3 : los Cómplices). Wolton recuerda que la revolución comunista es un mito ya que todos los regímenes que se han reclamado de esa ideología fueron impuestos por un puñado de agitadores profesionales, o por la fuerza armada, o en el momento de una lucha de liberación nacional. Una vez conquistado el poder, la minoría comunista impuso en cada país una guerra civil permanente contra el pueblo para imponer su ideología e imponer régimen, causando daños humanos considerables. La lucha de clases considerada por Marx como el motor de la historia, puesta en práctica por Lenin y sus alegados, ha justificado políticas de terror. Wolton utiliza el término de «clasicidio», un neologismo que le permite explicar la especificidad y la diversidad de las víctimas del comunismo. El fracaso ideológico de los partidos-Estado les obligó a utilizar el nacionalismo para intentar movilizar los pueblos, instalando regímenes nacional-comunistas en contradicción con los principios internacionalistas proclamados.
Thierry Wolton demuestra que sin el apoyo de los diferentes Partidos comunistas del mundo entero, sin la ceguera de una gran parte de los intelectuales, sin el desinterés de la mayoría de las democracias, sin la codicia capitalista, los regímenes comunistas, en crisis económica permanente, no habrían podido mantenerse durante tanto tiempo. La fuerza de atracción de la ideología, prometedora de igualdad, la benevolencia con la que los regímenes comunistas fueron recibidos y sostenidos en el mundo, explican, según Wolton, las dificultades para establecer un verdadero balance del comunismo y a medir el impacto que dejaron en el mundo actual.
Recibida como una « contribución capital» por Edgar Morin, « una obra extraordinaria» por Alain Besançon, o como « una gran obra que será recordada» por Stéphane Courtois, esta Histoire Mondiale du Communisme ofrece el primer relato completo de la mayor aventura humana del siglo XX y el de su mayor tragedia insiste Wolton.

## Publicaciones
- Vivre à l'Est, Paris, Les Temps Modernes, 1977
- con Natacha Dioujeva, Culture et pouvoir communiste, Paris, Revue Recherches,1979
- con Christian Jelen, L’Occident des dissidents, Paris, Stock, « Les grands sujets », 1979. ISBN 2-234-00914-6
- con Julien Brunn, Barils, roman, Paris, Jean-Claude Lattès, 1981.
- con Christian Jelen, Le Petit Guide de la farce tranquille, Paris, Albin Michel, 1982. ISBN 2-226-01531-0
- Le KGB en France, Grasset, 1986.
- con André Glucksmann, Silence, on tue, Paris, Bernard Grasset, 1986. ISBN 2-246-38011-1
- Les Écuries de la Vème, Paris, Bernard Grasset, 1989. ISBN 2-246-39421-X
- con Marcel Chalet, Les Visiteurs de l'ombre, Paris, Bernard Grasset, 1990. ISBN 2-246-43441-6
- Le Grand Recrutement, Paris, Bernard Grasset, 1993. ISBN 2-246-44821-2
- La France sous influence. Paris-Moscou, 30 ans de relations secrètes, Paris, Bernard Grasset, 1997. ISBN 2-246-48481-2
- L’Histoire interdite, Paris, Jean-Claude Lattès, 1998. ISBN 2-7441-1542-8
- La Pensée unique : le vrai procès, ouvrage collectif (avec Jean Foyer, Michel Godet, Jacques Julliard, Claude Imbert, Philippe Tesson et Jean-Pierre Thiollet), Economica/Jean-Marc Chardon et Denis Lensel Ed., 1998
- Rouge-brun. Le mal du siècle, Paris, Jean-Claude Lattès, 1999. ISBN 2-7096-1899-0
- La Fin des nations, Paris, Plon, 2002. ISBN 2-259-19477-X
- Comment guérir du complexe de gauche, Paris, Plon, 2003. ISBN 2-259-19746-9
- Brève psychanalyse de la France, Paris, Plon, 2004. ISBN 2-259-19934-8
- Quatrième guerre mondiale, Paris, Bernard Grasset, 2005. ISBN 2-246-68451-X
- Le Grand Bluff chinois. Comment Pékin nous vend sa « révolution » capitaliste, Paris, Robert Laffont, « Essais », 2007. ISBN 978-2-221-10784-3
- Le KGB au pouvoir, le système Poutine, Paris, Buchet-Chastel, 2008
- Une Histoire mondiale du communisme, tome 1, Les Bourreaux, Paris, Grasset, 2015. ISBN 978-2-246-73221-1
- Une Histoire mondiale du communisme, tome 2, Les Victimes, Paris, Grasset, 2015. ISBN 978-2-246-80424-6
- Une Histoire mondiale du communisme, tome 3, Les Complices, Grasset, 2017 ISBN 978-2-246-85270-4